# Oscar 1931
La cea de-a 4-a gală de decernare a Premiilor Oscar Academia Americană de Film (Academy of Motion Picture Arts and Sciences, AMPAS) a avut loc pe 10 noiembrie 1931 și a premiat filmele finalizate și lansate între 1 august 1930 și 31 iulie 1931. La ceremonie, Jackie Cooper, în vârstă de nouă ani, nominalizat pentru cel mai bun actor din Skippy, a adormit pe umărul actriței nominalizate pentru cea mai bună actriță, Marie Dressler. Când Dressler a fost anunțată câștigătoare, Cooper a fost așezat în poala mamei lui.
Cimarron a devenit primul film western care a câștigat premiul pentru cel mai bun film și a fost singurul film câștigător de acest gen timp de 59 de ani (până când Dansând cu lupii a câștigat în 1991). A avut șapte nominalizări și a fost primul film care a câștigat mai mult de două premii. 
Jackie Cooper a fost primul copil care a primit o nominalizare și a fost cel mai tânăr nominalizat timp de aproape 50 de ani. Este cel de-al doilea cel mai tânăr nominalizat la Oscar și singurul nominalizat la categoria cel mai bun actor având sub 18 ani.
Câștigătorul premiului pentru cel mai bun actor, Lionel Barrymore, a devenit prima persoană care a fost nominalizat la mai multe categorii, fiind nominalizat și pentru cel mai bun regizor pentru Madame X la cea de a doua ediție a premiilor.
În plus, Cimarron și Prizoniera dragostei au devenit primele filme care au primit mai multe nominalizări pentru actorie.

### Premiile
Câștigătorii sunt afișați primii și evidențiați cu font îngroșat.
| Cel mai bun film | Cel mai bun regizor |
| --- | --- |
| - Cimarron – William LeBaron pentru RKO Pictures - East Lynne – Winfield Sheehan pentru Fox Film Corporation - The Front Page – Howard Hughes pentru United Artists - Skippy – Adolph Zukor pentru Paramount Pictures - Trader Horn – Irving Thalberg pentru Metro-Goldwyn-Mayer                | - Norman Taurog – Skippy - Wesley Ruggles – Cimarron - Clarence Brown – Prizoniera dragostei - Lewis Milestone – The Front Page - Josef von Sternberg – Maroc |
| Cel mai bun actor | Cea mai bună actriță |
| - Lionel Barrymore – Prizoniera dragostei în rolul Stephen Ashe - Jackie Cooper – Skippy în rolul Skippy Skinner - Richard Dix – Cimarron în rolul Yancey Cravat - Fredric March – The Royal Family of Broadway în rolul Tony Cavendish - Adolphe Menjou – The Front Page în rolul Walter Burns | - Marie Dressler – Min and Bill în rolul Min Divot - Marlene Dietrich – Maroc în rolul Amy Jolly - Irene Dunne – Cimarron în rolul Sabra - Ann Harding – Holiday în rolul Linda Seton - Norma Shearer – Prizoniera dragostei în rolul Jan Ashe |
| Cea mai bună poveste originală | Cel mai bun scenariu adaptat |
| - The Dawn Patrol – John Monk Saunders - The Doorway to Hell – Rowland Brown - Laughter – Harry d'Abbadie d'Arrast, Douglas Doty și Donald Ogden Stewart - Inamicul public– John Bright și Kubec Glasmon - Smart Money – Lucien Hubbard și Joseph Jackson                                       | - Cimarron – Howard Estabrook, bazat pe romanul de Edna Ferber - The Criminal Code – Seton I. Miller și Fred Niblo Jr., bazat pe piesa de teatru de Martin Flavin - Holiday – Horace Jackson, bazat pe piesa de teatru de Holiday de Philip Barry - Little Caesar – Francis Edward Faragoh și Robert N. Lee, bazat pe romanul lui William R. Burnett - Skippy – Joseph L. Mankiewicz și Sam Mintz, bazat pe banda desenată cu același nume de Percy Crosby |
| Cele mai bune decoruri | Cea mai bună imagine |
| - Cimarron – Max Rée - Just Imagine – Stephen Goosson și Ralph Hammeras - Maroc – Hans Dreier - Svengali – Anton Grot - Whoopee! – Richard Day | - Tabu – Floyd Crosby - Cimarron – Edward Cronjager - Maroc – Lee Garmes - The Right to Love – Charles Lang - Svengali – Barney McGill |
| Cel mai bun mixaj sonor | |
| - Paramount Publix Studio Sound Department - MGM Studio Sound Department - RKO Radio Studio Sound Department - Samuel Goldwyn-United Artists Studio Sound Department | |